# 博訥主宮醫院

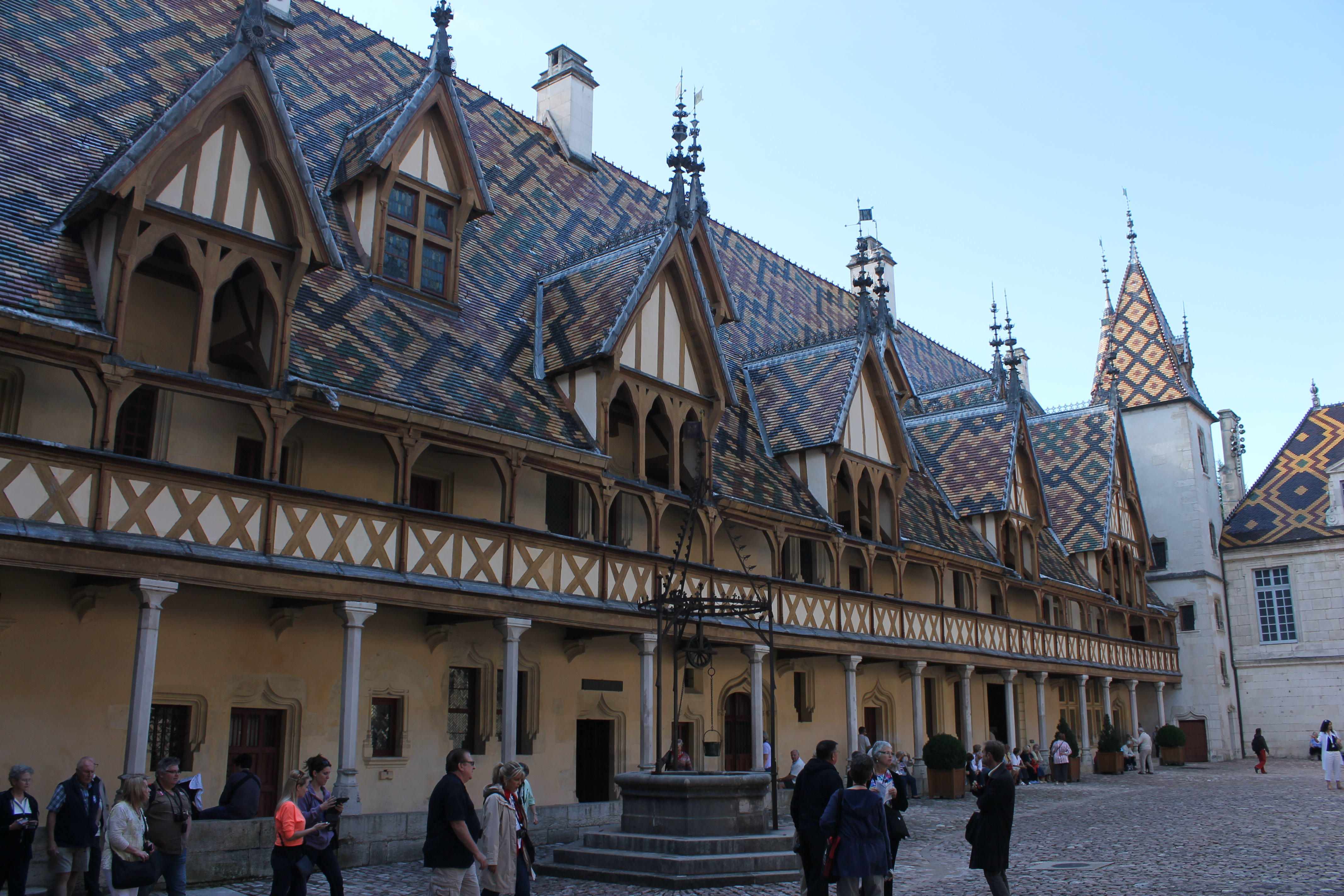
博訥主宮醫院

博訥主宮醫院（法語： 或 Hôtel-Dieu de Beaune）是位於法國城市博訥的一座建築。這座建築始建於1443年，現在則是一座博物館。每年11月，博訥主宮醫院都會舉辦慈善葡萄酒義賣。